# Arco compósito

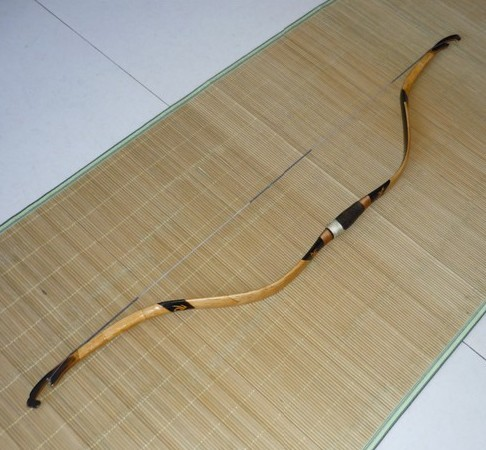
Um arco composto.

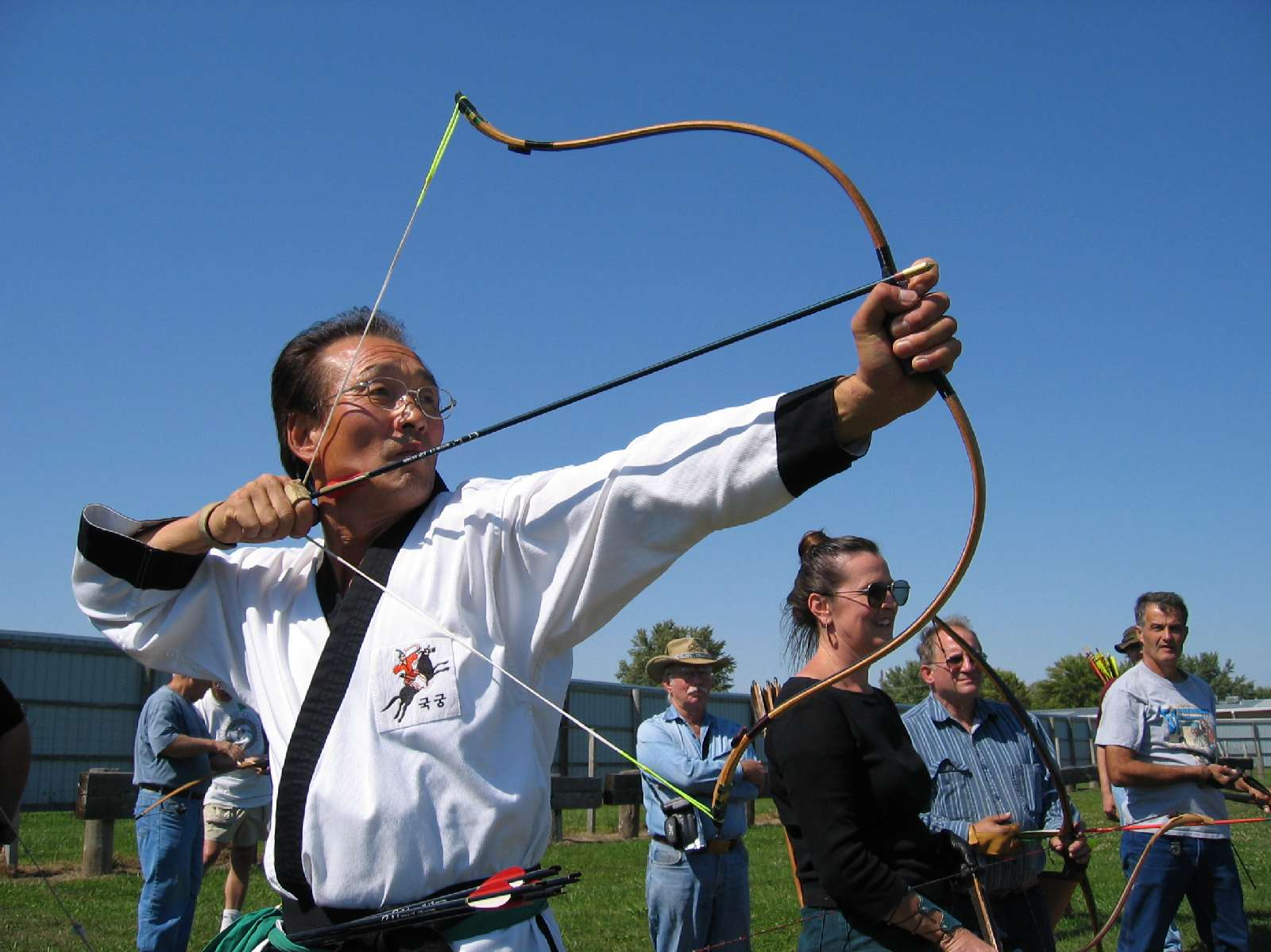
Um homem usando um arco composto.

Um arco compósito ou arco composto é um arco tradicional construído de madeira, osso ou chifre, e tendões de animais. Uma das armas mais influentes de todos os tempos, tendo um impacto profundo na história humana. Um projeto antigo, emergindo da Ásia Central no segundo milênio antes de Cristo, o arco compósito veio a ser adotado por uma incrível variedade de culturas, povos indígenas nômades, como os hunos, turcos e mongóis, de impérios poderosos, como romanos, bizantinos, persas, muçulmanos e chineses. Oferecendo uma combinação letal de alta potência e tamanho pequeno, a portabilidade do arco compósito tornou uma arma ideal de cavalaria, embora também foi usada pela infantaria em batalha em campo aberto e como uma arma de cerco ofensiva e defensiva.